# أولاد ناصر (سبت لوداية)
أولاد ناصر هي إحدى مشيخات المملكة المغربية، تتبع جغرافيا لإقليم مولاي يعقوب وإداريًا لسبت لوداية. يقدر عدد سكانها بـ 12472 نسمة حسب الإحصاء الرسمي للسكان والسكنى لسنة 2004.